# Ільцівська сільська рада
| Ільцівська сільська рада — колишній орган місцевого самоврядування у Верховинському районі Івано-Франківської області з адміністративним центром у с. Ільці. Утворена 15 липня 1993 року. За переписом населення України 2001 року в сільській раді мешкало 1830 осіб. Водоймища на території, підпорядкованій даній раді: річка Чорний Черемош. Сільській раді підпорядковані населені пункти: - с. Ільці - с. Великий Ходак |          |
| Мова | Відсоток |
| українська | 99,62 %  |
| російська | 0,38 %   |

## Склад ради
Рада складається з 15 депутатів та голови.

### Керівний склад ради
| ПІБ                          | Основні відомості                                                 | Дата обрання | Дата звільнення |
| ---------------------------- | ----------------------------------------------------------------- | ------------ | --------------- |
| Мішаріна Катерина Олексіївна | Сільський голова, 1956 року народження, освіта, позапартійна      | 26.03.2006   | 31.10.2010      |
| Джоголюк Василь Михайлович   | Сільський голова, 1974 року народження, освіта вища, безпартійний | 31.10.2010   |                 |

Примітка: таблиця складена за даними джерела